# Ceylonbulbyl
Ceylonbulbyl (Rubigula melanictera) är en fågel i familjen bulbyler inom ordningen tättingar. Den förekommer endast i Sri Lanka.

## Utseende och läten
Ceylonbulbylen är en medelstor (19 cm), olivgrön bulbyl med svart hätta som olikt sina nära släktingar saknar tofs. Undersidan är gul med ljust olivgrön anstrykning. Den har vidare en brun, rundad stjärt med breda vita spetsar på de yttre stjärtpennorna, gula undre vingtäckare och olivbruna vingpennor. Hanen har matt röd ögoniris, honan brun. Sången beskrivs i engelsk litteratur som ett fallande "yet...yer...ye" eller "wer...wer...we... we".

## Utbredning och systematik
Ceylonbulbylen förekommer enbart på Sri Lanka och behandlas som monotypisk, det vill säga att den inte delas in i några underarter. Tidigare ansågs den dock inkorporera arterna ghatsbulbyl, svarttofsad bulbyl, rödstrupig bulbyl och borneobulbyl, och vissa gör det fortfarande.

### Släktestillhörighet
Arten placerades tidigare i släktet Pycnonotus. DNA-studier visar att Pycnonotus dock är parafyletiskt visavi Spizixos, varför flera taxonomiska auktoriteter numera delar upp det i flera mindre släkten. 

## Status och hot
Arten har ett stort utbredningsområde och en stor population, men tros minska i antal, dock inte tillräckligt kraftigt för att den ska betraktas som hotad. Internationella naturvårdsunionen IUCN kategoriserar därför arten som livskraftig (LC).